# Jujin Yūsei

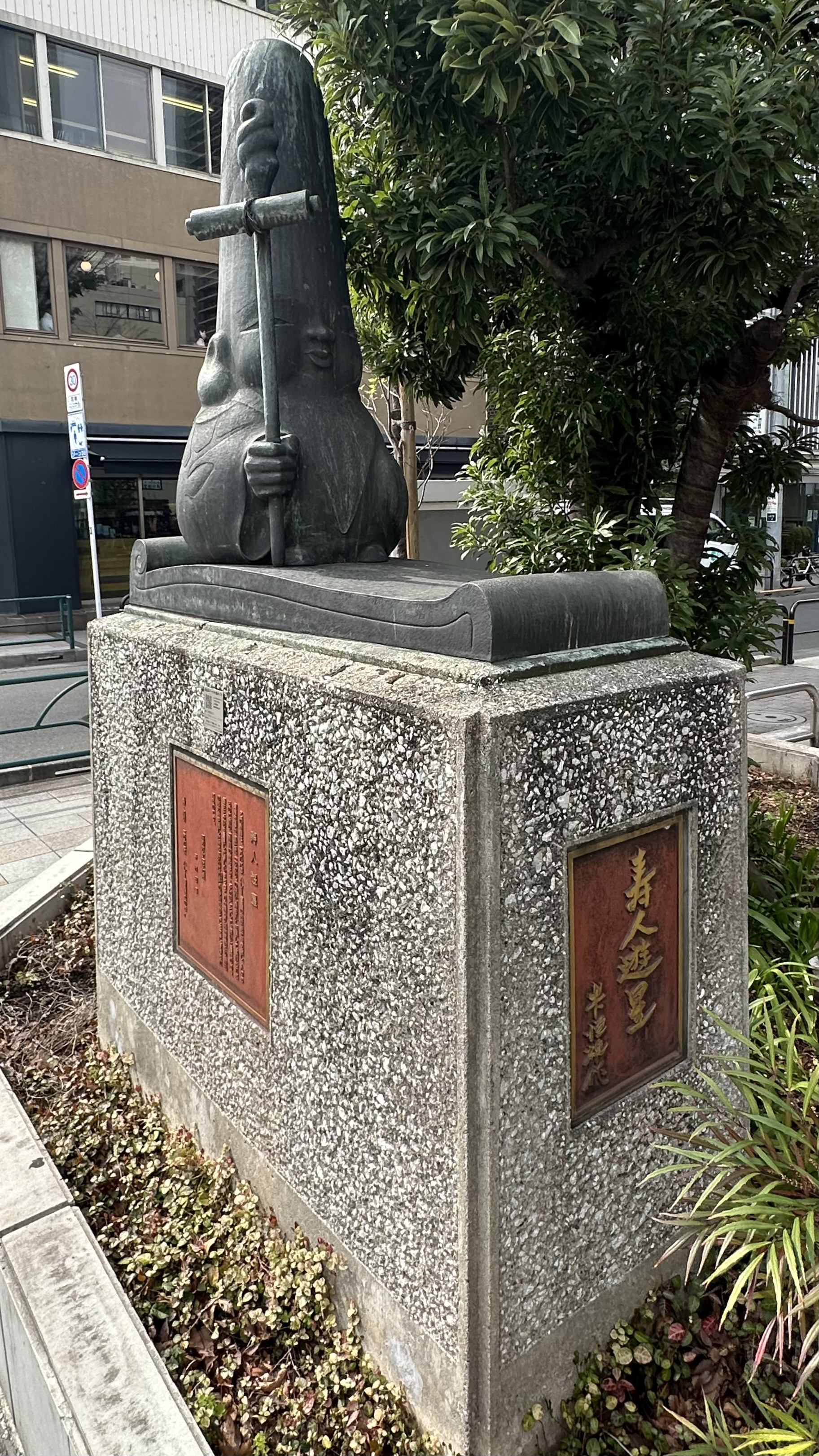
Skulptur Jujin Yusei, 2025

Jujin Yūsei (japanisch 寿人遊星) ist eine Skulptur in Tokio in Japan.

## Lage
Die Skulptur befindet sich im zum Tokioter Bezirk Chiyoda gehörenden Stadtteil Kudan-Kita. Die Adressierung lautet 1 Chome-1 Kudankita, Chiyoda-ku, Tōkyō-to 102-0073.

## Gestaltung und Geschichte
Die Skulptur gehört zu einer Gruppe von sieben Kunstwerken, den Kanda Art Shichifuku, die in Kanda aufgestellt wurden.
Sie erinnert an die Annäherung des Halleyschen Kometen an die Erde im Jahr 1986 und die damit verbundene Hoffnung auf das Glück der Menschen. Mit dem Kunstwerk ist eine Zeitkapsel verbunden, die bei seiner nächsten, für das Jahr 2061 erwarteten, Annäherung, geöffnet werden kann. Sie soll eine Nachricht des Bürgermeisters von Chiyoda, einen Plan der Stadt, Kinderaufsätze und ein Fotobuch der Stadt Kanda enthalten.
Geschaffen wurde die auf einem hohen schmalen Sockel aufgestellte Skulptur im Juli 1986 von Tsuneo Yamashita, Professor an der Universität der Künste Tokio. Sie stellt Yukari, einen alten Mann mit einer tiefen Beziehung zu den Sternen, dar. Der Kopf der Figur ist langgezogen, in der rechten Hand hält sie einen Stab. Es gibt Deutungen, dass es sich bei dem alten Mann um eine Inkarnation des alten Sterns der Antarktis Canopus handeln soll.
Auf der zur Straße weisenden Südseite des Sockels befindet sich eine in Japanisch beschriftete Inschriftentafel, die über die Bedeutung der Skulptur informiert. Gespendet wurde die Skulptur von Kinji Kubo, der damit der Hoffnung auf eine neue Stadtplanung Ausdruck verlieh, die auf dem von Eizō Kinoshita 1985 geschaffenen Buch mit Zeichnungen basiert, das den Charme Kandas zeigt.